# Prêmio APCA de melhor ator de televisão
Troféu APCA de melhor ator  de televisão é um dos prêmios oferecidos durante a realização do Troféu APCA, destinado à melhor performance de um ator em produções da televisão brasileira. A categoria está presente desde a ampliação da cerimônia dos galardões entregues pela Associação Paulista de Críticos de Arte, em 1972, ocasião em que Paulo Gracindo ganhou por sua atuação em Bandeira 2.
Tony Ramos é o ator que conquistou mais estatuetas, com 4 vitórias. Lima Duarte levou três estatuetas. Ao todo, dois atores levaram o prêmio duas vezes, em ordem alfabética: Antônio Fagundes e Tarcísio Meira.

## Vencedores e indicados

### Década de 1970
- 1972: Paulo Gracindo (Bandeira 2)
- 1973: Gianfrancesco Guarnieri (Mulheres de Areia) e Paulo Gracindo (O Bem-Amado)
- 1974: Antônio Fagundes e João José Pompeo (O Machão) e Cláudio Corrêa e Castro (Os Inocentes)
- 1975: Tarcísio Meira (Escalada) e Rolando Boldrin (A Viagem)
- 1976: Mário Lago (O Casarão) e Lima Duarte (Pecado Capital)
- 1977: Antônio Fagundes e Mário Lago (Nina), Carlos Augusto Strazzer (O Profeta) e Lima Duarte (Espelho Mágico)
- 1978: Carlos Alberto Riccelli e Jaime Barcelos (Aritana)
- 1979: Paulo Autran (Pai Herói), Roberto Bonfim (Cabocla) e Rubens de Falco (Gaivotas)

### Década de 1980
- 1980: Jardel Filho (Coração Alado) e Stênio Garcia (Carga Pesada)
- 1981: Fernando Torres e Tony Ramos (Baila Comigo) e Rubens de Falco (Os Imigrantes)
- 1982: Luiz Gustavo e Reginaldo Faria (Elas por Elas), Roberto Bonfim (Paraíso)[1] e Luís Carlos Arutin (Os Imigrantes: Terceira Geração)[2]
- 1983: Paulo Autran e Mário Gomes (Guerra dos Sexos) e Stênio Garcia (Bandidos da Falange)
- 1984: Ney Latorraca (Rabo-de-Saia), Ary Fontoura (Amor com Amor se Paga)[3] e Nuno Leal Maia (Vereda Tropical)[4]
- 1985: Lima Duarte (Roque Santeiro)
- 1986: não houve premiação
- 1987: Carlos Vereza (Direito de Amar)
- 1988: José Mayer (O Pagador de Promessas)

### Década de 1990
- 1990: Cláudio Marzo (Pantanal)
- 1991: Otávio Augusto (Vamp)
- 1992: Armando Bógus (Pedra sobre Pedra)
- 1993: Antônio Fagundes (Renascer)
- 1994: José Wilker (Fera Ferida)
- 1995: Edson Celulari (Decadência)
- 1996: Raul Cortez (O Rei do Gado)
- 1997: Ary Fontoura (A Indomada)
- 1998: Tony Ramos (Torre de Babel)
- 1999: Matheus Nachtergaele (O Auto da Compadecida)

### Década de 2000
- 2000: Tarcísio Meira (A Muralha)
- 2001: Tony Ramos (As Filhas da Mãe)
- 2002: Marco Nanini (A Grande Família)
- 2003: Dan Stulbach (Mulheres Apaixonadas)
- 2004: Tony Ramos (Cabocla)
- 2005: Fúlvio Stefanini (Alma Gêmea)
- 2006: Lázaro Ramos (Cobras & Lagartos)
- 2007: Wagner Moura (Paraíso Tropical) e Marcelo Serrado (Vidas Opostas e Mandrake)
- 2008: Guilherme Weber (Queridos Amigos)
- 2009: Felipe Camargo (Som e Fúria)

### Década de 2010
| Ano   | Vencedor e indicados | Novela/Série                            | Personagem                                    |
| ----- | -------------------- | --------------------------------------- | --------------------------------------------- |
| 2010  | Murilo Benício       | Ti Ti Ti                                | Ariclenes Martins (Ari) / Victor Valentim     |
| 2011  | Gabriel Braga Nunes  | Insensato Coração                       | Leonardo Brandão (Léo)                        |
| 2012  | José de Abreu        | Avenida Brasil                          | Nilo Oliveira                                 |
| 2013  | Mateus Solano        | Amor à Vida                             | Félix Rodriguez Khoury                        |
| 2013  | Alexandre Nero       | Salve Jorge                             | Stênio Alencar                                |
| 2013  | Cláudio Cavalcanti   | Sessão de Terapia                       | Otávio                                        |
| 2013  | Zé Carlos Machado    | Sessão de Terapia                       | Dr. Theo Cecatto                              |
| 2013  | Lázaro Ramos         | Lado a Lado                             | José Maria dos Santos (Zé Maria) / Zé Navalha |
| 2014  | Irandhir Santos      | Amores Roubados / Meu Pedacinho de Chão | João da Silva / José Aparecido (Zelão)        |
| 2014  | Bruno Gagliasso      | Dupla Identidade                        | Eduardo Borges (Edu) / Brian Borges           |
| 2014  | Cauã Reymond         | Amores Roubados / O Caçador             | Leandro Dantas / André Câmara                 |
| 2014  | Jesuíta Barbosa      | Amores Roubados / O Rebu                | Fortunato Dias /Alain                         |
| 2014  | Tony Ramos           | O Rebu                                  | Carlos Braga Vidigal                          |
| 2015  | Alexandre Nero       | A Regra do Jogo                         | Romero Rômulo da Silva                        |
| 2015  | Domingos Montagner   | Sete Vidas                              | João Miguel Oliveira Sanches                  |
| 2015  | Juca de Oliveira     | Os Experientes                          | Napoleão Roberto Junqueira da Costa           |
| 2015  | Rafael Cardoso       | Além do Tempo                           | Conde Felipe Castellini / Felipe Santarém     |
| 2015  | Tony Ramos           | A Regra do Jogo                         | Zé Maria                                      |
| 2016  | Marco Ricca          | Liberdade, Liberdade                    | Manoel Henriques (Mão de Luva)                |
| 2016  | Chico Diaz           | Velho Chico                             | Belmiro dos Anjos                             |
| 2016  | Enrique Diaz         | Justiça                                 | Douglas                                       |
| 2016  | Rodrigo Santoro      | Velho Chico                             | Afrânio de Sá Ribeiro                         |
| 2016  | Sergio Guizé         | Êta Mundo Bom!                          | Cândido Policarpo Sampaio dos Santos          |
| 2017' | Júlio Andrade        | Sob Pressão / 1 Contra Todos            | Dr. Evandro Moreira / Carlos Eduardo Fortuna  |
| 2017' | Daniel de Oliveira   | Os Dias Eram Assim                      | Vitor Dumonte                                 |
| 2017' | Marco Ricca          | Os Dias Eram Assim                      | Olavo Amaral                                  |
| 2017' | Tonico Pereira       | A Força do Querer                       | Abel Simplício do Carmo                       |
| 2017' | Tony Ramos           | Vade Retro / Tempo de Amar              | Abelardo Zebul / José Augusto Correia Guedes  |
| 2018  | Fábio Assunção       | Onde Nascem os Fortes                   | Ramiro Curió                                  |
| 2018  | Antônio Calloni      | Assédio                                 | Roger Abdelmassih                             |
| 2018  | Edson Celulari       | O Tempo Não Para                        | Teotônio Augusto Sabino Machado (Dom Sabino)  |
| 2018  | Jesuíta Barbosa      | Onde Nascem os Fortes                   | Ramirinho / Shakira do Sertão                 |
| 2018  | Júlio Andrade        | Sob Pressão / 1 Contra Todos            | Dr. Evandro Moreira / Carlos Eduardo Fortuna  |
| 2019  | Flávio Migliaccio    | Órfãos da Terra                         | Mamede Al Aud                                 |
| 2019  | Antônio Fagundes     | Bom Sucesso                             | Alberto Prado Monteiro                        |
| 2019  | Herson Capri         | Órfãos da Terra                         | Sheik Aziz Abdallah                           |
| 2019  | Júlio Andrade        | Sob Pressão                             | Dr. Evandro Moreira                           |
| 2019  | Silvio Guindane      | A Divisão                               | Mendonça                                      |

### Década de 2020
| Ano  | Vencedor e indicados | Novela/Série             | Personagem                                   |
| ---- | -------------------- | ------------------------ | -------------------------------------------- |
| 2020 | Eduardo Moscovis     | Bom Dia, Verônica        | Cláudio Antunes Brandão                      |
| 2020 | Antônio Grassi       | Bom Dia, Verônica        | Wilson Carvana                               |
| 2020 | Chay Suede           | Amor de Mãe              | Danilo Viana / Domênico Silva                |
| 2020 | Júlio Andrade        | Sob Pressão              | Dr. Evandro Moreira                          |
| 2020 | Marcelo Mello Jr.    | Arcanjo Renegado         | Mikhael Afonso                               |
| 2021 | Juan Paiva           | Um Lugar ao Sol          | Ravi Pereira da Silva                        |
| 2021 | Alexandre Nero       | Nos Tempos do Imperador  | Antônio Carlos Rocha (Tonico)                |
| 2021 | Cauã Reymond         | Um Lugar ao Sol          | Christian dos Santos / Renato Meirelles      |
| 2021 | Chay Suede           | Amor de Mãe              | Danilo Viana / Domênico Silva                |
| 2021 | Marco Pigossi        | Cidade Invisível         | Eric Alves                                   |
| 2022 | Osmar Prado          | Pantanal                 | Joventino Leôncio / Velho do Rio             |
| 2022 | Antonio Calloni      | Além da Ilusão           | Matias Tapajós                               |
| 2022 | Daniel de Oliveira   | Independências           | Pedro I do Brasil                            |
| 2022 | Marcos Palmeira      | Pantanal                 | José Leôncio (Zé Leôncio)                    |
| 2022 | Murilo Benício       | Pantanal                 | Tenório Pereira Santos                       |
| 2023 | Milhem Cortaz        | Os Outros                | Wando Santos                                 |
| 2023 | Bruno Mazzeo         | Fim                      | Sílvio Batista                               |
| 2023 | Eduardo Sterblitch   | Os Outros                | Sérgio Nogueira                              |
| 2023 | Emilio Dantas        | Vai na Fé                | Theo Camargo Bastos                          |
| 2023 | Thomás Aquino        | DNA do Crime / Os Outros | Wellington Pereira / Amâncio Costa Gonçalves |
| 2024 | Chay Suede           | Mania de Você            | Mavi Salama Dumas                            |
| 2024 | Eduardo Sterblitch   | Os Outros                | Sérgio Nogueira                              |
| 2024 | Gabriel Leone        | Senna                    | Ayrton Senna                                 |
| 2024 | Juan Paiva           | Renascer                 | João Pedro Inocêncio                         |
| 2024 | Vladimir Brichta     | Renascer                 | Coronel Egídio Coutinho                      |

## Múltiplas vitórias e indicações
Os seguintes atores conquistaram duas ou mais vezes o APCA de melhor ator:
| Vitórias | Atores           |
| -------- | ---------------- |
| 4        | Tony Ramos       |
| 3        | Antonio Fagundes |
| 3        | Lima Duarte      |
| 2        | Ary Fontoura     |
| 2        | Paulo Autran     |
| 2        | Paulo Gracindo   |
| 2        | Roberto Bonfim   |
| 2        | Rubens de Falco  |
| 2        | Stênio Garcia    |
| 2        | Tarcísio Meira   |

Os seguintes atores conquistaram duas ou mais indicações ao APCA de melhor ator:
| Indicações | Atores             |
| ---------- | ------------------ |
| 7          | Tony Ramos         |
| 4          | Antonio Fagundes   |
| 4          | Júlio Andrade      |
| 3          | Alexandre Nero     |
| 3          | Lima Duarte        |
| 2          | Ary Fontoura       |
| 2          | Antonio Calloni    |
| 2          | Cauã Reymond       |
| 2          | Chay Suede         |
| 2          | Daniel de Oliveira |
| 2          | Edson Celulari     |
| 2          | Jesuíta Barbosa    |
| 2          | Lázaro Ramos       |
| 2          | Marco Ricca        |
| 2          | Murilo Benício     |
| 2          | Paulo Autran       |
| 2          | Roberto Bonfim     |
| 2          | Tarcísio Meira     |